# Neyland Stadium
O Neyland Stadium é um estádio localizado em Knoxville, Tennessee, Estados Unidos, possui capacidade total para 102.455 pessoas, é a casa do time de futebol americano universitário Tennessee Volunteers football  da Universidade do Tennessee. O estádio foi inaugurado em 1921.